# 矛部语
矛部语（自称：mau21 pʰu35）是一种在中国云南省广南县黑支果乡大咕噜村由约20人使用的高度濒危的缅彝语群语言。矛部语和老本语亲缘关系紧密。